# Césaropapisme
Vous lisez un « bon article » labellisé en 2007.
Le césaropapisme — mot né au milieu du XIXe siècle — désigne un système de gouvernement temporel (césar) qui, dans une volonté de domination universelle, cherche à exercer son pouvoir sur les affaires religieuses (pouvoir spirituel du pape). L’empereur empiète donc sur les affaires de l’Église. Il occupe ainsi une place privilégiée dans la sphère législative et théologique de l’Église. Pour le cas des monarchies, on peut aussi parler de théocratie royale. Le problème que posent les relations entre le pouvoir temporel et le pouvoir spirituel est le suivant : il s’agit de savoir qui dirige au nom de Dieu ; il faut donc déterminer si c’est le pape ou le patriarche qui est soumis à l’empereur en tant que citoyen romain ou si l’empereur est soumis au pape en tant que chrétien. La naissance du césaropapisme est contemporaine du développement du christianisme impulsé par l’empereur Constantin au début du IVe siècle. Ce mode de gouvernement est lié à l’Antiquité tardive et à l’Empire byzantin. En Occident, il concerne la période ottonienne.

## Les origines du césaropapisme
Le césaropapisme tire ses origines de la conception romaine du pouvoir impérial. Depuis Auguste, l’empereur réunit dans sa personne les destinées politiques de l’Empire et le pouvoir religieux. Il est en effet pontifex maximus, grand pontife, c’est-à-dire le chef de la religion romaine. Le culte impérial unit la communauté des habitants de l’Empire romain autour de prières pour l’empereur, de cérémonies de sacrifices. Fidélité politique et foi religieuse sont liées, si bien que ceux qui refusent le culte impérial, comme les chrétiens, sont vus comme des traîtres envers Rome.
Les apôtres qui ont fondé les premières communautés chrétiennes conseillent une totale obéissance aux autorités. Les fidèles prient donc pour l’empereur qui est considéré comme un instrument de la volonté divine. Mais les chrétiens refusent de rendre un culte à des empereurs, qu’ils soient morts ou vivants. D’une certaine manière en refusant de se voir imposer la religion de la cité, au moment où celle-ci ne professe pas le christianisme comme religion officielle, les chrétiens défendent le principe de la conscience individuelle. La conversion de Constantin crée une situation nouvelle.

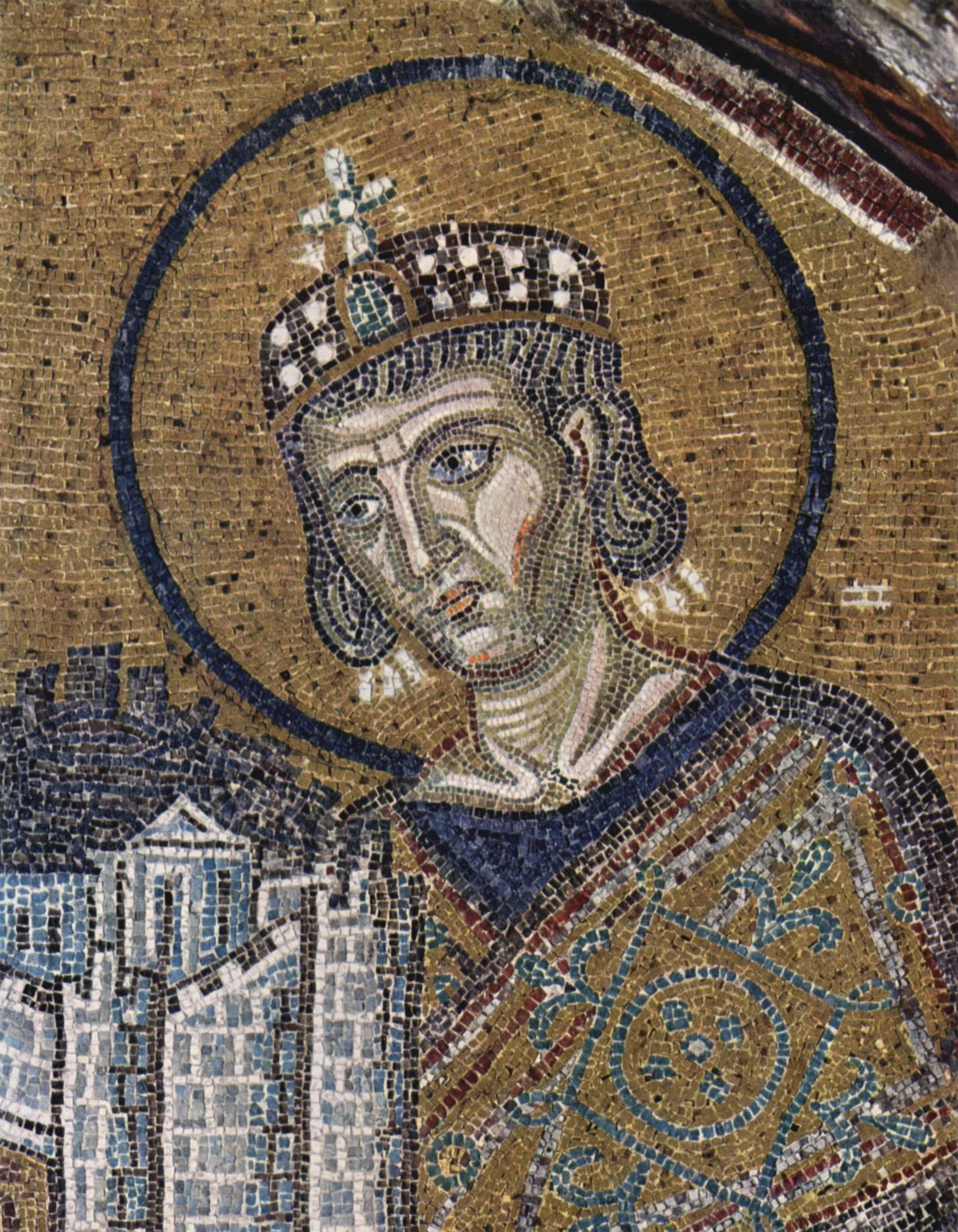
Constantin présente le plan de la ville de Constantinople à la Vierge, église Sainte Sophie, vers l'an 1000.

Eusèbe de Césarée, reprenant les thèses de Méliton de Sardes, élabore, à cette époque, la théologie de l’empire chrétien. Pour lui, l’unification politique a permis l’unification religieuse. La grandeur de l’Empire romain et le triomphe du christianisme sont ainsi liés. L’empereur est dans ce cadre, le serviteur de Dieu et comme l’image du fils de Dieu, maître de l’univers. Eusèbe de Césarée pense que le règne de Constantin s’inscrit dans le plan de Dieu et avait été prévu de toute éternité.
L’empereur reçoit aussi la mission de guide vers le salut et la foi chrétienne. Il s’agit en fait de l’adaptation au christianisme romain de la vieille idée hellénistique de la royauté sacrée.
À partir de la conversion de Constantin, l’Église est favorisée, mais maintenue dans une situation de sujétion. Constantin siège parmi les évêques, comme s’il était l’un d’entre eux. Il se pose en gardien attitré du dogme et de la discipline. Il intervient dans toutes les affaires de l’Église, légiférant et jugeant pour elle, souvent à l’appel de chrétiens eux-mêmes, l’organisant et la dirigeant, convoquant et présidant les conciles, dictant les formules de foi. Dans son organisation et son fonctionnement l’Église a besoin de l’empereur. Les grands conciles sont en grande partie tributaires de l’Empire. Le pouvoir assure en effet la sécurité des évêques pendant leur voyage, le bon ordre des réunions souvent houleuses, tant les questions christologiques soulèvent les passions. Les décisions conciliaires sont appuyées par des lois impériales.
Constantin affirme : « la providence divine agit de concert avec moi ». En tant que représentant de Dieu sur terre, ses décisions sont sacralisées. De ce fait, il lui paraît évident que les décisions religieuses relèvent de son autorité. Cette prétention est régulièrement contestée par les dissidents religieux et ceux qui remettent en cause la foi personnelle de l’empereur.
Constance II (337-361), arien convaincu, échoue à faire adopter un credo qui satisfasse les ariens et les chrétiens orthodoxes afin de retrouver une unité religieuse dans l’Empire. Il n’hésite pourtant pas en 359 à promulguer une loi qui définit ce que doit être la foi des sujets de l’Empire, exemple frappant de césaropapisme. Constance II devient ainsi le prototype de l’empereur chrétien, sa foi doit être celle de ses sujets.
Dès le IVe siècle, donc, la confusion entre pouvoir temporel et pouvoir spirituel est totale dans l’Empire. Toute atteinte à l’Église devient une trahison envers Rome, ce qui complique singulièrement la situation des Juifs, des païens et des hétérodoxes. Ceux-ci sont considérés non seulement comme des impies mais comme des sujets de seconde zone, exclus du cadre de l’Empire. L’hérésie, pourtant faute religieuse, devient un crime civil, un crimen publicum passible des tribunaux civils de l’Empire. L’excommunication entraîne la mise au ban de l’Empire.
Dès le IVe siècle, des évêques comme Hilaire de Poitiers et Ambroise de Milan s’élèvent contre la volonté impériale de diriger l’Église. Ambroise pose les bases de la théorie médiévale de la séparation des deux pouvoirs, le pouvoir temporel et le pouvoir spirituel, esquissant même l’idée d’une subordination du pouvoir politique au pouvoir spirituel. Il contraint ainsi Théodose à faire pénitence et à marcher pieds nus dans la cendre pour expier le massacre de dix mille personnes après la révolte de Thessalonique en 390. Cette théorie est reprise par Augustin d'Hippone dans son œuvre maîtresse, La Cité de Dieu. Pour lui : « il y a un roi pour la vie ici bas et un roi pour la vie éternelle ». Le pouvoir temporel doit avoir comme but d’aider l’Église à établir ici bas la « cité de Dieu ».

## Le césaropapisme dans l'Empire byzantin
En Orient, l’Église est, dès l’origine, multiple. Les patriarcats ont une grande influence sur les régions dans lesquelles s’étendent leur autorité. Depuis Constantin, l’empereur incarne la continuité des voies choisies par Dieu pour le salut des sujets de l’Empire. C’est en ce sens qu’un empereur est aussi un prêtre. Depuis 450, le couronnement par le patriarche lui donne le prestige de l’investiture divine, ce qui renforce les prétentions des empereurs à la domination religieuse. Alors que l’effondrement de l’Empire romain d'Occident provoque, sous la houlette du pape, l’indépendance des Églises occidentales vis-à-vis du pouvoir civil, le césaropapisme n’est pas contesté dans l’Empire romain d'Orient aux prises à de nombreuses querelles christologiques qui réclament l’intervention impériale.

### Justinien et l'Église

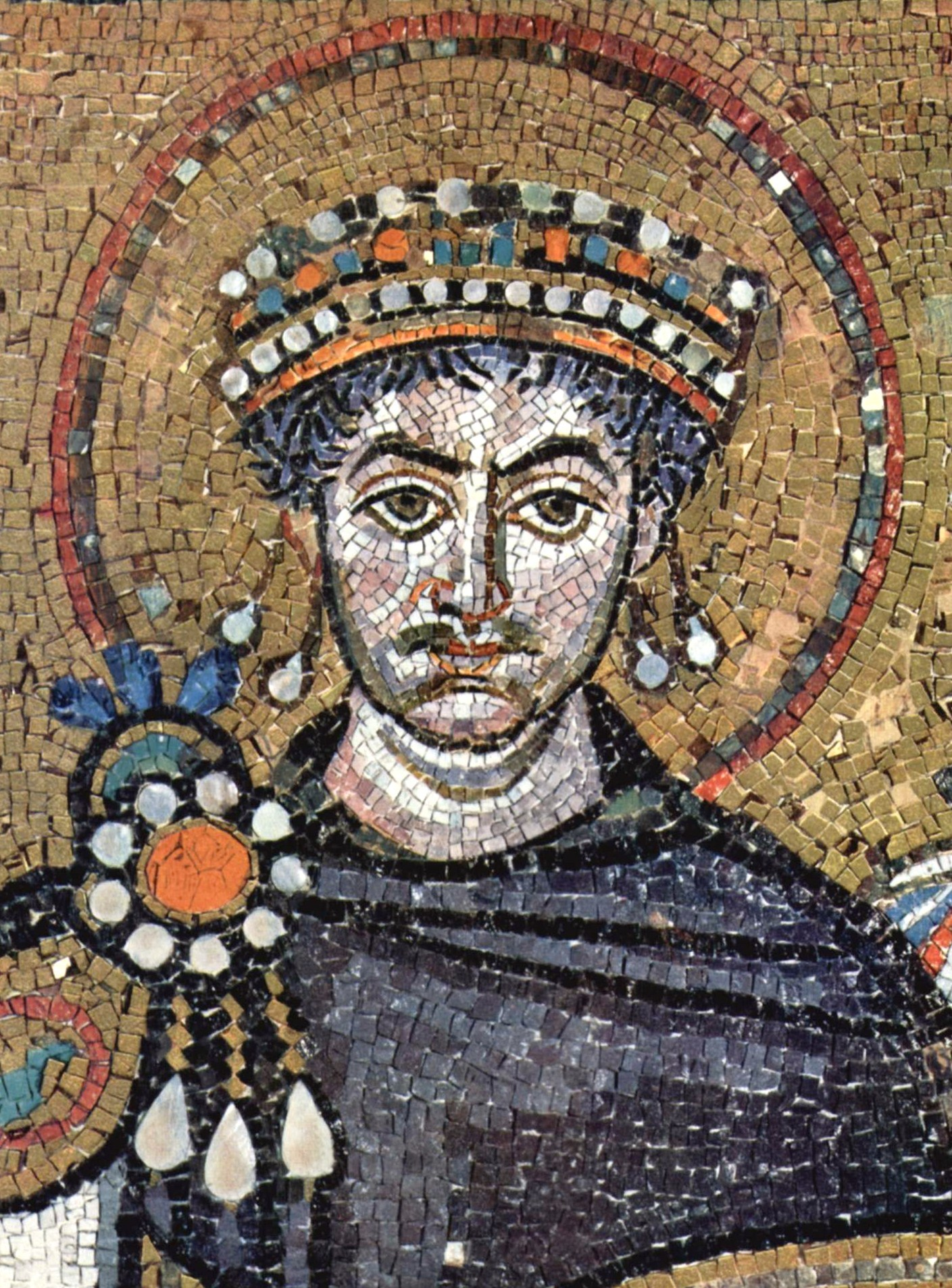
Justinien, mosaïque de la basilique San Vitale de Ravenne, avant 547.

Justinien veut redonner à l’Empire son unité, unité politique par la reconquête de l’Empire romain d'Occident passé aux mains des barbares, mais aussi unité religieuse.
Justinien se conçoit comme l’élu de Dieu, son représentant et son vicaire sur la terre. Il se donne pour tâche d’être le champion de l’orthodoxie dans ses guerres ou dans le grand effort qu’il fait pour propager la foi orthodoxe, soit dans la façon dont il domine l’Église et combat l’hérésie. Il veut gouverner l’Église en maître, et, en échange de la protection et des faveurs dont il la comble, il lui impose sa volonté, se proclamant nettement empereur et prêtre. Justinien tente d’influencer la décision des patriarches dans les débats christologiques menant à la condamnation du monophysisme. L'importance du pouvoir impérial en matière religieuse est assez largement acceptée dans l’épiscopat à cette époque. Au synode de 536, le patriarche Ménas déclara : « Rien de ce qui est débattu dans la très sainte Église ne doit être tranché contre l’avis et les ordres (de l’empereur) ». Il accompagne la condamnation des monophysites par la persécution de 537-538. D’ailleurs, une législation sévère est instaurée à l’égard des Juifs, des païens et des hérétiques.
Justinien s’occupe aussi de façon autoritaire des affaires ecclésiastiques. Il règle l’organisation et l’administration du clergé, les élections des évêques, l’administration et la surveillance des monastères. Il fait aussi bâtir de nombreux édifices religieux : Sainte-Sophie à Constantinople et Saint-Vital à Ravenne. Il favorise les missions de conversion jusqu’aux confins de l’Empire. Justinien considère le pape et les évêques comme des fonctionnaires dans l’ordre religieux. Selon lui, le rôle de l’Église est celui de l’intercessio, c’est-à-dire de la prière pour le bien de l’État. Il charge les évêques de l’administration financière des villes. Il fait de ses opinions théologiques des lois infaillibles. Ainsi, le Code de Justinien débute par le titre suivant : « Au sujet de la Sainte Trinité et pour que personne n’ose la contredire ».
Les conceptions de Justinien apparaissent dans sa Novelle 6 : « Les plus grands dons de Dieu donnés aux hommes par la philanthropie d’en haut sont le sacerdoce et l’Empire. Le premier est au service des choses divines, le second a la direction et le soin des choses humaines ». Il insiste sur leur indispensable unité. Justinien estime de son devoir de souverain de veiller sur l’unité religieuse de son empire, indispensable à son unité politique.
L’affaire des Trois Chapitres permet de comprendre les difficultés engendrées par le césaropapisme de Justinien. L’empereur condamne les trois évêques détestés par les monophysites en 543. Cette condamnation par l’empereur soulève les protestations de nombreux évêques, surtout en Occident. Le pape Vigile, arrivé à Constantinople et maintenu en captivité, finit par céder aux pressions impériales et entérine les décisions du concile des « trois chapitres » en 553. Évêque d’Hermiane en Afrique du Nord, Facundus cherche à définir les limites du rôle de souverain. Pour lui, en matière de dogmes, l’empereur doit « exécuter les canons de l’Église, non point les fixer ou les transgresser ». Il décrit une hiérarchie où Dieu et l’Église l’emportent sur l’empereur ; il dit à Justinien : « Les décisions de tes Pères que tu dois servir en tant qu’homme pieux et qu’il n’est permis, ni à toi, ni à tous les hommes ensemble avec toi, d’abattre ».
Facundus définit assez clairement les problèmes issus de l’ingérence réciproque des pouvoirs religieux et politiques. Quand l’Église s’appuie sur l’empereur pour faire triompher la religion chrétienne, elle subit le pouvoir de l’empereur dans le domaine doctrinal. G. Dagron précise : « La distinction entre les deux pouvoirs n’est jamais aussi clairement formulée que lorsqu’il y a entre eux mésentente. Lorsqu’il y a concorde ou espoir d’harmonisation, la célébration ou la nostalgie de l’unité l’emporte ».

### Après Justinien

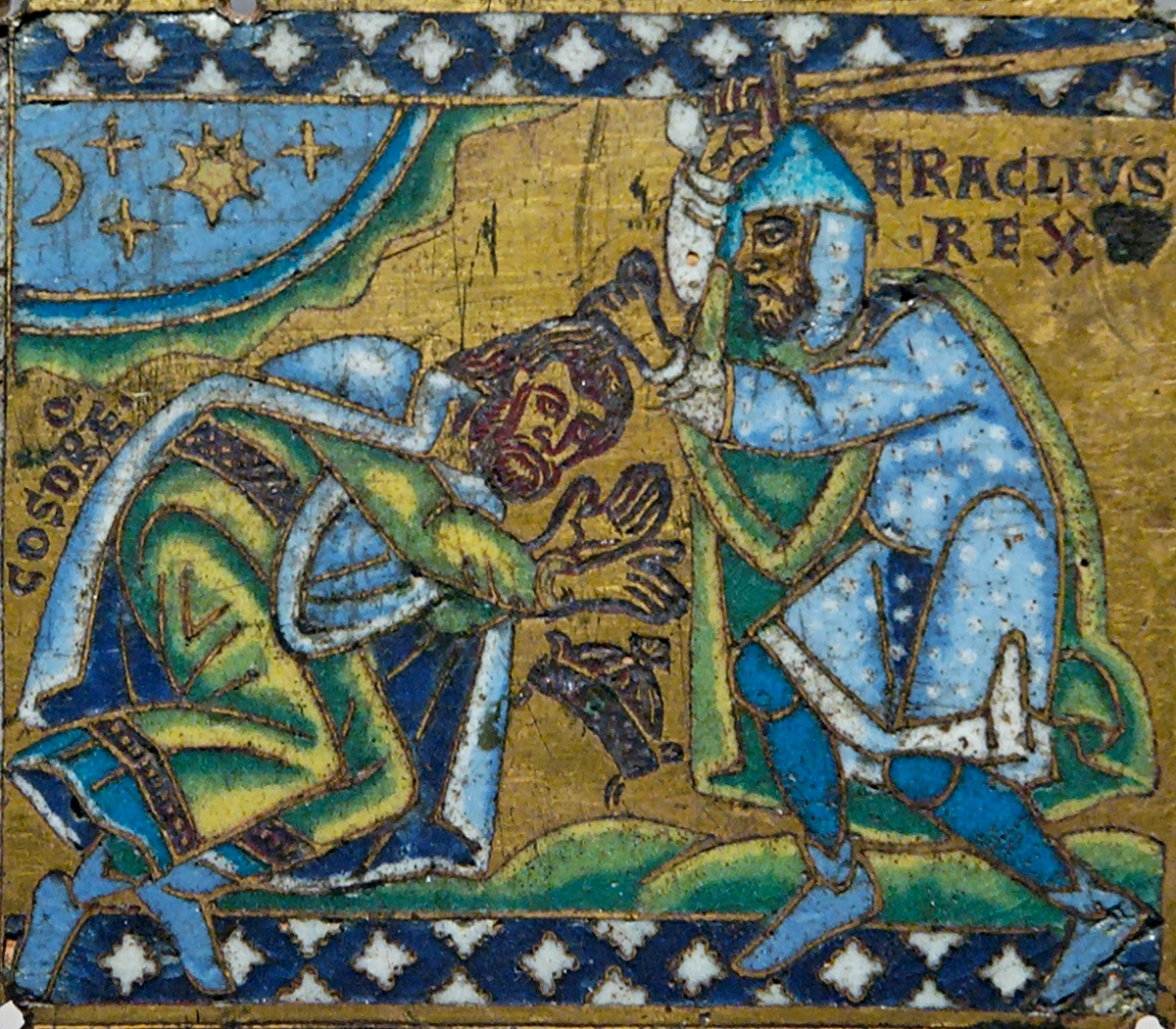
L’empereur Héraclius soumettant le roi sassanide Khosro II, plaque provenant d’une croix. Émail champlevé sur cuivre doré, 1160-1170, vallée de la Meuse.

Les empereurs byzantins ont été rangés sous l’étiquette de césaropapisme par nombre d’historiens. En fait, il est possible de distinguer trois périodes : avant, pendant (VIIIe et IXe siècles), et après la crise iconoclaste.
Avant la crise iconoclaste, le césaropapisme des empereurs byzantins est peu contesté même par le pape. Les souverains organisent à leur gré les circonscriptions administratives, disposent des évêques et des archevêques. Ils convoquent les conciles, promulguent les décrets finaux et en assurent l’exécution. Les débats christologiques sont toujours très animés dans l’Empire byzantin. Les empereurs tentent sans succès de clore la question. En 638, Héraclius impose de croire en l’unicité de volonté dans le Christ homme et Dieu. Dix ans plus tard, Constant II impose le silence sur le sujet. Le pape Martin, qui condamne cette décision, est déporté à Cherson où il meurt.
À partir du VIIIe siècle, le césaropapisme byzantin ne s’occupe plus des querelles christologiques mais du conflit sur l’usage et la vénération des icônes, l’iconoclasme. Tour à tour, les empereurs Léon III et Constantin V Copronyme adoptent des positions iconoclastes (contre le culte des images). L’iconoclasme est une manifestation éclatante du césaropapisme. Non seulement Léon III et Constantin V légifèrent avec succès sur le plan doctrinal mais, en éliminant de la hiérarchie byzantine les iconodoules et en combattant les moines, ils affirment leur supériorité hiérarchique sur le clergé. Leurs successeurs adoptent tour à tour des positions iconodoules (vénérateurs d’images) ou iconoclastes. La défaite de l’iconoclasme coïncide avec la fin du césaropapisme concernant le dogme. Une nouvelle théorie des relations entre l’empereur et l’Église orthodoxe voit le jour en Orient. Théodore de Stoudios, mort en 826, écrit : « Les affaires des Églises reviennent aux prêtres et aux docteurs, tandis que la gestion du siècle est remise à l’empereur », ainsi que « Dieu a mis en place dans l’Église d’abord les apôtres, puis les prophètes et en troisième lieu les docteurs, et il n’est nulle part fait mention des souverains ». En fait, entre l’empereur et l’Église orthodoxe, il s’agit plutôt d’une collaboration harmonieuse où chacun auréole l’autre et le soutien de son rôle. Sous le règne de Basile Ier (867-886), l’Epanagogê est rédigé. Ce texte écrit vers 879 fait de l’Empire un corps dont l’empereur est le maître et le patriarche de Constantinople celui qui s’occupe de son âme.
Après la crise iconoclaste, les empereurs continuent cependant à disposer à leur gré des sièges des métropoles. Le pouvoir impérial, en contrôlant le patriarche et les évêques métropolitains cherche à s’assurer le contrôle politique de l’Empire. Les évêques sont, eux, nommés plus librement par l’Église. Sur le plan de la doctrine, un compromis sauve les apparences. L’empereur soumet ses actes au synode patriarcal ; cela peut aussi être l’inverse. Cependant le patriarche peut critiquer l’empereur sur le plan religieux et même l’excommunier. Mais cela ne remet pas en cause la légitimité du souverain.

## La tentation du césaropapisme dans l'Occident médiéval
En Occident, le césaropapisme est remis en cause dès les premiers signes de faiblesse de l’Empire. Le pape Gélase Ier (492-496) exerce une influence déterminante sur la pensée politique du Moyen Âge. Il établit la distinction entre le pouvoir spirituel et le pouvoir temporel. Il affirme aussi la supériorité du spirituel : devant Dieu, le pape est responsable de l’empereur. Pour lui l’empereur est un chrétien comme les autres. Il n’est en rien un clerc, encore moins un évêque. En fait, si l’Occident chrétien a érigé en règle la distinction entre un « pouvoir spirituel » et un « pouvoir temporel », c’est d’abord parce que l’Empire occidental s’est très tôt morcelé et que la papauté n’a pas pu devenir une véritable théocratie. À partir de Charlemagne, le pape trouve dans l’empereur carolingien un protecteur souvent encombrant. Il n’hésite pas à se mêler de théologie comme au concile de Francfort de 794.

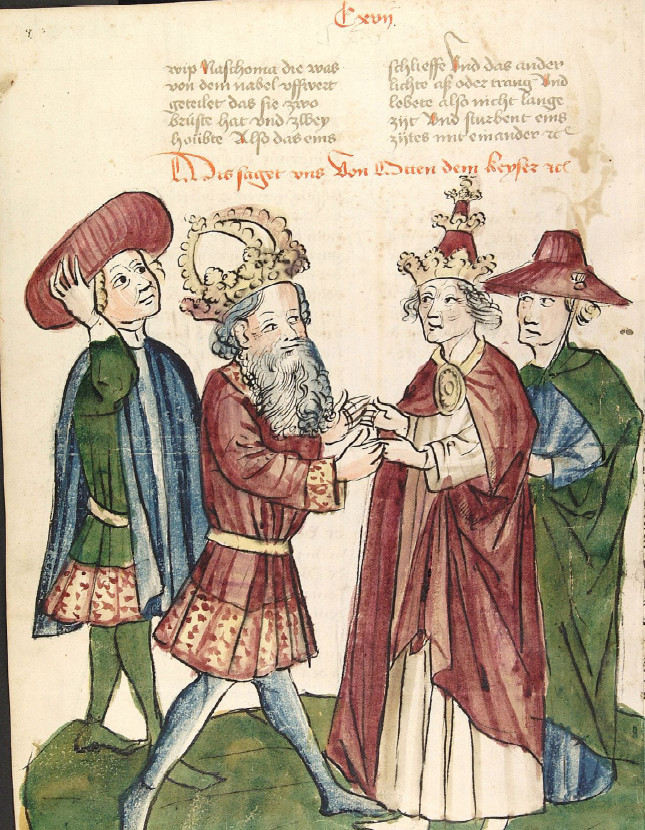
Othon Ier et le pape Jean XII, miniature de 1450.

Cependant, on peut volontiers parler de césaropapisme en ce qui concerne l’ambition des empereurs du Saint-Empire romain germanique qui veulent imposer leur autorité aux papes. Otton Ier est sacré à la basilique du Vatican puis couronné par le pape Jean XII en 962. Il renouvelle ainsi l’Empire carolingien qui se réclamait lui-même de l’Empire romain. Otton Ier exige de contrôler l’élection pontificale. Il interdit qu’à l’avenir on couronne le nouveau pape élu sans que la régularité du scrutin ait été constatée par les officiers impériaux. La collaboration étroite entre les deux pouvoirs se fait dès lors à l’avantage de l’empereur. Otton Ier pousse son avantage en promulguant, le 13 février 962, le Privilegium Ottonianum qui, reprenant un diplôme de Lothaire Ier, oblige tout nouveau pape à prêter serment auprès de l’empereur ou de son envoyé avant de recevoir la consécration. Otton Ier n’hésite pas à faire déposer par un concile le pape qui intriguait contre lui dès 963. Il exige ensuite des Romains un serment où ceux-ci s’engagent à ce qu’« ils n’éliraient ni n’ordonneraient aucun pape en dehors du consentement du seigneur Otton ou de son fils ». L’empereur contrôle alors totalement l’élection du pape. Les avantages en sont considérables. Pouvoir compter sur la collaboration du pontife garantit l’autorité impériale sur les Églises locales du Saint-Empire. L’empereur utilise en effet les évêques pour diriger l’Empire.
Otton III s’occupe lui aussi des affaires de la papauté. Dans un premier temps, il fait élire son cousin Bruno au siège pontifical sous le nom de Grégoire V. Il dénoue les conflits qui opposent le pape et les nobles romains. Dans un texte de janvier 1001, les rapports entre le pape Sylvestre II et l’empereur sont redéfinis. Il est précisé que la donation de Constantin est un faux. Otton III refuse de confirmer le Privilegium Ottonianum. L’empereur accorde au souverain pontife huit comtés de la Pentapole, mais il s’agit d’une donation, non pas d’une restitution. L’empereur se voit comme « esclave des apôtres », le représentant direct de Pierre et le responsable de son patrimoine. Il se met donc sur le même plan que le pape et souhaite gouverner la chrétienté, présidant à ses côtés les synodes.
La querelle des Investitures est l’occasion d’une lutte sans merci entre le pape et l’empereur allemand. Dans les Dictatus papae, Grégoire VII affirme que la plénitude de pouvoir, en latin plenitudo potestatis, appartient au souverain pontife. Le concordat de Worms de 1122 sonne définitivement le glas du césaropapisme en Occident. Bien plus, dans la deuxième moitié du XIIIe siècle, la plénitude de pouvoir spirituel est devenue une « notion totalitaire ». L’Église ne peut tolérer un autre pouvoir que celui du pape. Selon la théorie des deux glaives, le pape détient aussi bien le glaive spirituel que le glaive temporel. Il donne le second au prince pour qu’il en fasse l’usage que le pape lui indique.